# Léonidas Tsacas
Léonidas Tsacas, född 11 september 1923 på ön Samos i Grekland, död 25 oktober 2016, var en grekisk entomolog som specialiserade sig på släktet Drosophila.

## Biografi
Léonidas Tsacas (född Tsakas) var son till Ilias Tsakas (1878–1948) och Dimitra Tzamazi (1889–1978). Han var ett av fem syskon. Hans fader var militär och Léonidas Tsacas påbörjade sin utbildning i militärskola, dock var han för ung för att delta i andra världskrigets strider och blev tillsammans med klasskamrater fängslad av tyska trupper. Efter kriget lämnade han militärskolan, påbörjade studier inom agronomi och tog examen vid Aristotelesuniversitetet i Thessaloniki. År 1955 gifte han sig med Yvette Prève och de flyttade tillsammans till Frankrike, när deras pass förnyades ändrade de även stavningen på efternamnet från Tsakas till Tsacas. Först bodde de i huset Fondation Hellénique som är en del av det akademiska bostadsområdet Cité Internationale Universitaire de Paris, men de flyttade sedan till Vanves och efter det till Paris. Tsacas arbetade för Centre national de la recherche scientifique (CNRS) vid sitt laboratorium i Gif-sur-Yvette och Muséum national d'histoire naturelle. Under dessa år blev han en specialist på flugsläktet Drosophila och reste runt mycket i världen för att samla in olika exemplar från detta släkte. År 2016 dog han efter några månaders sjukdomsproblem, han blev 93 år gammal.

## Kathleen Smith & Léonidas Tsacas Memorial Fund
Efter hans död har en minnesfond skapats med namnet Kathleen Smith & Léonidas Tsacas Memorial Fund, både Tsacas och Kathleen Smith var forskare som bodde och arbetade i Paris men som var födda utanför Frankrike.